# 8224 Fultonwright
8224 Fultonwright è un asteroide della fascia principale. Scoperto nel 1996, presenta un'orbita caratterizzata da un semiasse maggiore pari a 2,7968773 UA e da un'eccentricità di 0,1614508, inclinata di 4,34045° rispetto all'eclittica.